# Marko Miljanov Popović
Marko Miljanov Popović (cirílico serbio: Марко Миљанов Поповић) fue un jefe de Brda y general y escritor montenegrino.
Entró al servicio de Danilo I, el primer príncipe laico de Montenegro en la era moderna, y dirigió a su tribu armada Kuči contra el Imperio Otomano en las guerras de 1861-62 y 1876-78, distinguiéndose como un hábil líder militar. Consiguió unir a su tribu con Montenegro en 1874. Posteriormente se produjeron desavenencias entre Miljanov y el príncipe Nikola I. También fue un escritor consumado que adquirió renombre por sus descripciones de la sociedad montenegrina.
Su nieta Olgivanna Lloyd Wright dirigió la emblemática beca y fundación de Frank Lloyd Wright en Estados Unidos.

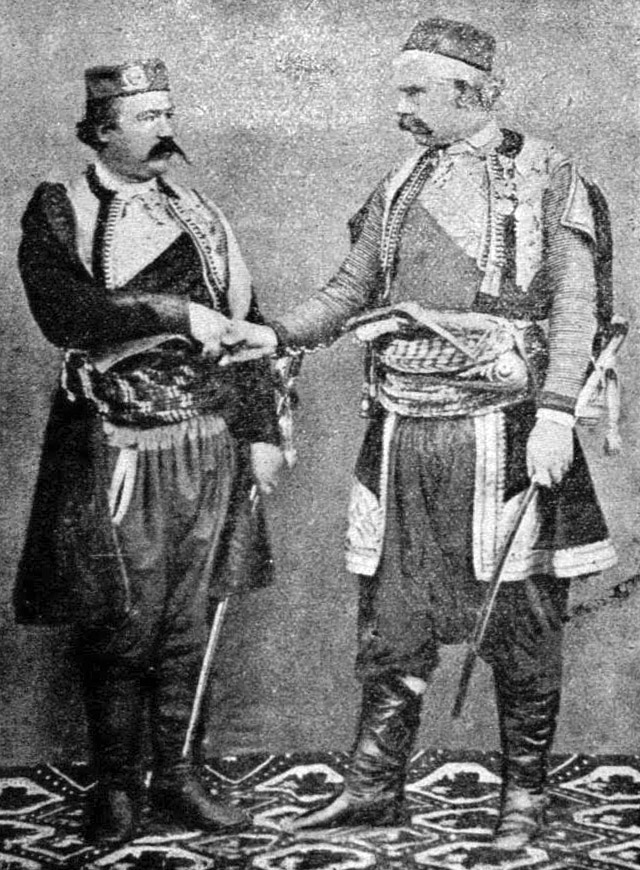
El jefe herzegovino Lazar Sočica y Marko Miljanov estrechándose la mano.

## Biografía
Marko nació en el pueblo de Medun el 25 de abril (día de San Marko) de 1833, por lo que recibió el nombre de "Marko". Su padre era Miljan Jankov Popović, su madre Borika, nacida en Oraovo. Fue bautizado por el sacerdote ortodoxo Spasoje Jokov Popović.
La aldea de Medun estaba situada en la tribu Kuči (en el actual municipio de Podgorica, Montenegro) de la región de Brda (Tierras Altas). En aquella época, la tribu era independiente de facto del Imperio Otomano, así como del gobierno directo de Petar II Petrović-Njegoš. Desde 1825, la tribu se vio envuelta en luchas internas de sangre durante los 50 años siguientes, en las que las hermandades (clanes) conspiraban con el pachá de Escútari o con otras tribus para hacer frente a sus enemigos. Al igual que sus compañeros de las tierras altas, Miljanov participó en la haiduque (lucha de guerrillas) contra los otomanos en la región.
En 1856 llegó a la capital montenegrina, Cetiña, y entró al servicio del príncipe Danilo en su unidad de guardias llamada perjanici. Por su valentía y sus éxitos en incursiones en territorio otomano y como hombre de confianza, en 1862 se le concedió el cargo de juez y jefe de la tribu Bratonožići (que colindaba con Kuči). Por su labor en la unificación de Kuči con Montenegro en 1874, los otomanos pusieron precio a su cabeza. Ese mismo año fue nombrado miembro del Senado montenegrino (transformado en Consejo de Estado a partir de 1879). En la guerra de 1876-78 contra los otomanos, fue uno de los tres comandantes que dirigieron victoriosamente a las fuerzas montenegrinas en la batalla de Fundina. En 1879, las fuerzas de Brda bajo su mando supremo fueron derrotadas por los irregulares albaneses en la batalla de Novšiće, librada por el territorio de Plav y Gusinje. Tras un fuerte desencuentro con el príncipe Nikola en 1882, tuvo que abandonar el Consejo de Estado y decidió retirarse de la vida pública a su Medun natal. Aunque tenía 50 años, Marko Miljanov, que era analfabeto como la mayoría de sus compatriotas, decidió aprender a escribir. Explicó su impulso en un prólogo al manuscrito perdido de sus canciones épicas con estas palabras "Querido hermano serbio, si tuvieras la oportunidad de ver a los héroes que yo he visto, tu corazón no te daría paz hasta que no hayas respondido a los héroes que mueren alegremente por los suyos y por los derechos de todos nosotros".
Murió en Herceg Nov el 2 de febrero de 1901.

## Trabajos
Marko Miljanov murió antes de que se publicara ninguna de sus obras. Todas las obras se publicaron originalmente en Serbia, ya que Marko era un conocido disidente del rey Nicolás.
- Ejemplos de humanidad y valentía (en serbio: Примјери чојства и јунаштва, Belgrado 1901), su obra más importante, es una colección de anécdotas reales que muestran ejemplos prácticos del ideal ético alcanzado por los montenegrinos de su época. Es un monumento duradero a los héroes de la lucha montenegrina por la independencia en el siglo XIX. Las anécdotas describen a personas comunes y humildes, su lengua y costumbres y sus hazañas, que hicieron que otros montenegrinos y albaneses los admiraran. El lenguaje y la frase de Marko son llanos y toscos, sin embargo, su mensaje es rotundo.

- La tribu Kuči en cuentos populares y poemas (en serbio: Племе Кучи у народној причи и пјесми, Belgrado 1904) su segundo libro publicado, es una recopilación de datos históricos, folclóricos y etnográficos (antropológicos) sobre la tribu kuči.
- La vida y las costumbres de los albaneses (en serbio: Живот и обичаји Арбанаса), es una obra sobre las tribus católicas albanesas vecinas inmediatas que describe su cultura y su vida cotidiana. Escrita en 1907, describe las costumbres de los malesoris (montañeses) albaneses. Aunque se pasó la vida luchando contra los albaneses, también le fascinaban y admiraban mucho. El libro se publicó póstumamente. El libro describe la cultura de los montañeses del norte de Albania (los "malissori"), sus costumbres (incluida la besa, el "juramento" y la vendetta), el parentesco y la hospitalidad.
- Hajduks serbios (en serbio: Српски хајдуци), epopeya
- Algo sobre los Bratonožići (serbio: Нешто о Братоножићима), epopeya